# Georges Maranda
Pour les articles homonymes, voir Maranda.
Joseph Anselme Georges Henri Maranda (15 janvier 1932 — 14 juillet 2000), est un joueur canadien de baseball qui a évolué en Ligue majeure de baseball en 1960 et 1962.

## Biographie
Né le 15 janvier 1932 à Lévis, il a joué dans la Ligue majeure de baseball pour les Giants de San Francisco en 1960, et pour les Twins du Minnesota en 1962. 
Maranda a été remarqué par les recruteurs du baseball majeur en 1959 en compilant un dossier de 18 victoires et 6 défaites. Deux de ses coéquipiers avec l'équipe de Louisville (Association américaine) étaient des Québécois : Ron Piché et Claude Raymond. Les Braves de Boston lui font signer un contrat comme agent libre en 1951. En 1959, il est repêché des Braves de Milwaukee par les Giants de San Francisco. Il sera rétrogradé de l'alignement régulier pour faire de la place à une nouvelle recrue, Juan Marichal. 
Il sera drafté par les Twins en 1961. Il participe à 32 parties en 1962 puis est échangé aux Indians de Cleveland en août. Il ne disputera aucune partie avec sa nouvelle équipe. Il prend sa retraite du baseball majeur à la suite de la saison 1963.
Sa fiche en carrière est de deux victoires et sept défaites, avec une moyenne de points mérités de 4,52 et 64 retraits sur des prises. Il a lancé 123 manches et un tiers en 49 sorties, dont 8 départs.
Il est décédé d'un cancer à Lévis, le 14 juillet 2000, à l'âge de 68 ans.
Le Stade Georges-Maranda, situé à Lévis, est composé de quatre terrains de baseball, deux terrains de soccer et une piste de course.